# Kragujevac Journal of Science
Kragujevac Journal of Science је научни часопис који објављује рецензиране оригиналне научне радове из физике, хемије, биологије и сродних области.

## О часопису
Kragujevac Journal of Science је научни часопис који објављује рецензиране оригиналне научне радове из физике, хемије, биологије и сродних области. Скраћени назив часописа је Kragujevac J. Sci.

### Историјат
У периоду 1988-1999. година је заједно са Kragujevac Journal of Mathematics излазио под именом Zbornik radova Prirodno-matematičkog fakulteta Кragujevac//Collection of Scientific Papers of the Faculty of Science Kragujevac.
Од броја 22 (2001. године) је самостални часопис, који објављује оригиналне научне радове из физике, хемије, биологије и сродних научних дисциплина. Радови су рецензирани и објављују се на енглеском језику. У редакционом одбору који броји 18 чланова је и седморо иностраних научника. Главни уредник је академик, проф. Иван Гутман.
Од 2001. године до данас је објављено 265 радова  и то 73 из физике, 57 из хемије и 135 из биологије. У 99 рада су аутори или коаутори из иностранства (48 из физике, 37 из хемије и 14 из биологије).

### Периодичност излажења
Kragujevac Journal of Science излази једном годишње- online у јуну, а штампан најкасније у септембру.

## Уредници
- Др Хазем Али Атија, Универзитет у Фајуму, Фајум, Египат
- Др Вукота Бабовић, Универзитет у Крагујевцу, Република Србија
- Др Живадин Бугарчић, Универзитет у Крагујевцу, Република Србија
- Др Едуардо А. Кастро, Национални универзитет Ла Плате, Аргентина
- Др Ернесто Естрада, Универзитет Стречклајд, УК
- Др Иван Гутман,Универзитет у Крагујевцу, Република Србија, Главни уредник
- Др Гордан Караман, Академија наука, Црна Гора
- Др Кристофер Лајал, Природно-историјски музеј Лондона, УК
- Др Снежана Пешић, Универзитет у Крагујевцу, Република Србија, Уредник
- Др Лионело Поглијани, Универзитет у Калабрији, Италија
- Др Владимир Ристић, Универзитет у Крагујевцу, Република Србија
- Др Светислав Савовић, Универзитет у Крагујевцу, Република Србија
- Др Соња Шиљак-Јаковљев, Универзитет у Паризу XI, Француска
- Др Марина Топузовић, Универзитет у Крагујевцу, Република Србија
- Др Растко Вукићевић, Универзитет у Крагујевцу, Република Србија

## Аутори прилога
Аутори прилога су еминентни истраживачи из земље и иностранства.

## Теме
- Физика
- Хемија
- Биологија
- Сродне дисциплине

## Електронски облик часописа
Издање часописа је од 2007. доступно и у електронској форми. Ту су дати садржаји свих бројева, а почев од броја 23 (2001. год.) и радови у целини у pdf-формату.

## Индексирање у базама података
- Zoological record.[4]
- Српски цитатни индекс.[5]
- Од стране Министарства просвете, науке и технолошког развоја часопис је вреднован у области физике и хемије као М51, и биологије М52.Часопис припада групи националних часописа.[6]